# تستینیوس
تستینیوس (به چکی: Ctiněves) یک منطقهٔ مسکونی در جمهوری چک است که در ناحیه لیتومیریتسه واقع شده‌است. تستینیوس ۵٫۴۸ کیلومتر مربع مساحت و ۳۰۵ نفر جمعیت دارد و ۲۴۰ متر بالاتر از سطح دریا واقع شده‌است.